# Chu-Fang Huang
Chu-Fang Huang, née en Chine le 20 juin 1982, est une pianiste classique chinoise installée à New York. 

## Biographie
Chu-Fang Huang commence à étudier le piano à l'âge de sept ans, puis intègre le Shenyang Conservatory of Music (en) à l'âge de douze ans. Elle fait ses débuts de récital aux États-Unis à La Jolla Music Society’s Prodigy Series. Elle obtient son baccalauréat de musique à l'Institut Curtis avec Claude Frank et son master à la Juilliard School, avec Robert McDonald. Elle réside actuellement à New York.
Elle donne des récitals à la Morgan Library et au Zankel Hall de New York, le Mustafa Kemal Centre à Istanbul, Le Louvre à Paris et se produit en concerts au Lincoln Center et au Missouri, la Caroline du Sud, le Texas, le Colorado et la Californie, avec le Victoria Symphony (en) au Canada, l'Orchestre symphonique de Sydney en Australie, et les Chenzhen et Liaoning Philharmonics en Chine.

## Prix et distinctions
- 2005 : premier prix du Concours international de piano de Cleveland[3],[4],[5],[2].
  - finaliste au Concours international de piano Van-Cliburn[3],[6],[2].
- 2006 : premier prix au Jeunes artistes de concert (en)[3],[7],[2].